# Chiesa dei Santi Pietro e Paolo (Galliate)
La chiesa dei Santi Pietro e Paolo è la parrocchiale di Galliate, in provincia e diocesi di Novara; è a capo dell'unità pastorale di Galliate.

## Storia
La precedente chiesa parrocchiale di Galliate fu edificata tra XV e XVI secolo.
Sul finire del XVIII secolo questa struttura si rivelò insufficiente a soddisfare le esigenze della popolazione; per alcuni anni si dibatté riguardo a un suo rifacimento, ma poi la questione si risolse con un nulla di fatto.

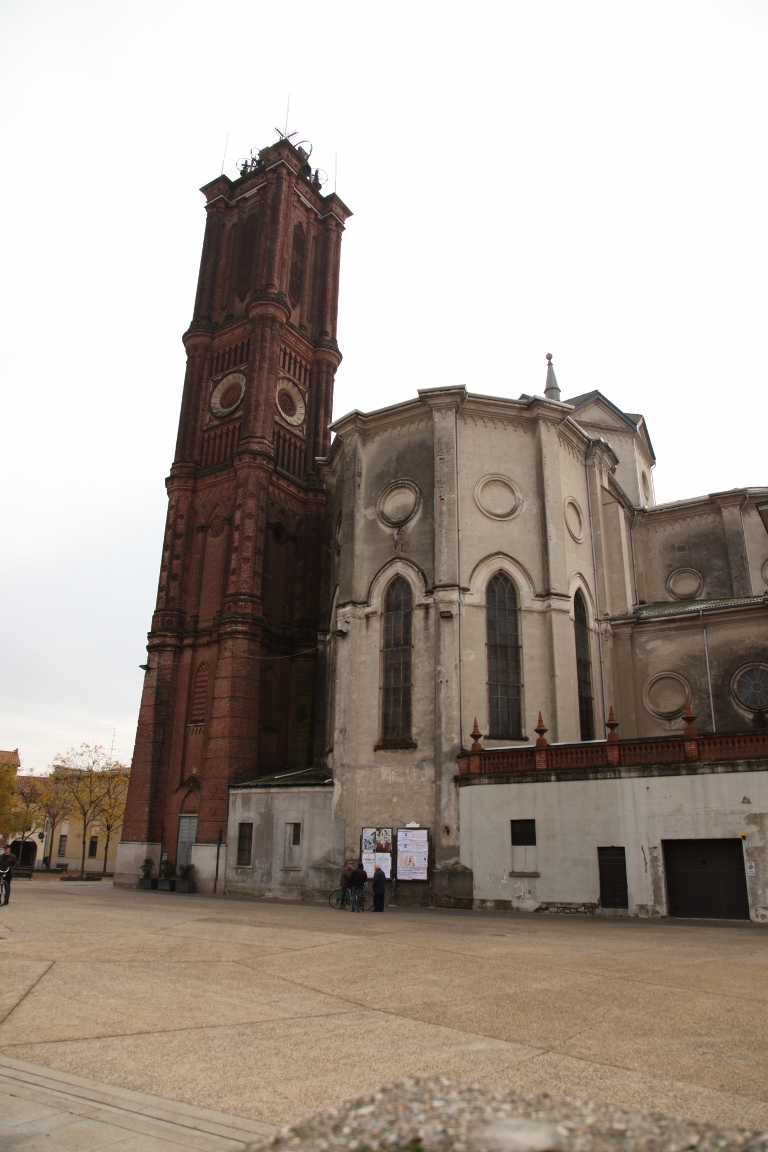
L'abside e il campanile

 Circa settanta anni dopo, l'idea di ricostruire la chiesa venne ripresa e il progetto del nuovo edificio fu affidato a don Ercole Marietti, il cui disegno fu approvato durante la seduta del consiglio comunale del 15 novembre 1850.
La prima pietra dell'attuale parrocchiale venne posta il 13 ottobre del 1851; l'edificio fu terminato nel 1862 e consacrato l'11 maggio 1873 dal vescovo di Novara Giacomo Filippo Gentile.
Nel 1871 iniziò la costruzione del campanile, progettato dal galliatese Rigorini, il quale ideò una struttura alta 93 metri. I lavori s'interruppero una prima volta quando la torre raggiunse l'altezza di 13 metri, poi nel 1876 vennero stanziate 5.000 lire e si edificarono altri diciannove metri e nel 1878, con la stanziamento di altre diecimila lire, si raggiunsero i 45 metri d'altezza; i restanti 48 metri non furono realizzati, anche se durante una seduta del consiglio comunale del 1889 venne presentata una mozione volta a far portare a compimento dell'opera.

## Descrizione
La facciata della chiesa, a salienti, è scandita da lesene e presenta delle bande orizzontali.
L'interno è a tre navate; quella centrale presenta una cupola, mentre sulla navata laterale occidentale s'aprono le cappelle di San Giuseppe, di San Carlo Borromeo, della Nostra Signora del Sacro Cuore e del Battistero e su quella orientale le cappelle della Madonna del Rosario, di Sant'Antonio, del Crocifisso e della Madonna di Lourdes.
Opere di pregio qui conservate sono la tela con soggetto la Gloria dei santi apostoli Pietro e Paolo, eseguita da Giuseppe Antonio Tosi nella prima metà del XVIII secolo, gli affreschi raffiguranti il Cristo morto e la Madonna del Latte, la statua della Madonna del Rosario, collocata sull'omonimo altare costruito nel 1822, la pala con Sant'Antonio di Padova con Gesù Bambino, realizzata da Bartolomeo Vandoni nel Seicento, la statua del Sacro Cuore, i dipinti della Nascita della Vergine, del Primato di san Pietro, della Conversione di Paolo e dell'Assunzione di Maria, tutti quattro di Giovanni Maria Lanavetera, e il quadro ritraente i santi Martiri Giusto e Aurelio.